# Trentepohlia fuscolimbata
Trentepohlia fuscolimbata är en tvåvingeart som beskrevs av Alexander 1950. Trentepohlia fuscolimbata ingår i släktet Trentepohlia och familjen småharkrankar.
Artens utbredningsområde är Venezuela. Inga underarter finns listade i Catalogue of Life.